# Camponotus zenon
Camponotus zenon é uma espécie de inseto do gênero Camponotus, pertencente à família Formicidae.